# ジェームズ・ロックハート
ジェームズ・ロックハート（James Lockhart、1930年10月16日 - 2025年2月26日）は、イギリス・スコットランドの指揮者。

## 経歴
1930年、エディンバラに生まれる。エディンバラ大学、王立音楽院に学び、最も有望なイギリスの若い音楽家に贈られるショルティ奨学金を受ける。
はじめオルガニストとして出発するが、サドラーズ・ウェルズ・オペラを指揮しデビューする。コヴェント・ガーデン王立歌劇場管弦楽団、スコットランド歌劇場管弦楽団の常任指揮者を経て、王立音楽院主任教授、東京芸術大学客員教授を務めた。またカッセル州立劇場、コブレンツ歌劇場、ライン州立フィルハーモニー管弦楽団の音楽監督を歴任した。
現在は王立音楽院オペラ科顧問、ライン州立フィルハーモニー管弦楽団名誉指揮者、東京芸術大学名誉教授。
2025年2月26日に死去。94歳没。